# Kerkgeschiedenis van Heerlen
De oorsprong van de huidige Sint-Pancratiusparochie te Heerlen is in nevelen gehuld. In de eerste vier eeuwen was Heerlen of Coriovallum zoals het toen heette een belangrijke nederzetting op het kruispunt van twee Romeinse hoofdwegen. Als de Romeinen aan het begin van de 5e eeuw vertrekken valt het doek voor Coriovallum. In de periode tussen de 5e en de 11e eeuw is het vermoeden dat er een sprake is gebleven van een kleine nederzetting en dat bij de kerstening van het gebied rond Heerlen vooral de invloed van Susteren, Aken en Luik van grote betekenis is geweest.

## De Andreaskapel
Het oudste archiefstuk, waarin iets over kerkelijk Heerlen is vermeld, bevindt zich in de Archives Nationales te Parijs en is een schenkingsakte uit 1065 van de bisschop Udo van Toul, heer van het allodium Heerlen, aan het bisdom Toul. Hierin is vermeld dat er in 1049 in Heerlen een St. Andreaskapel bestond, die samen met een kapel te Welten behoorde tot de hoofdkerk te Voerendaal. Waarschijnlijk was deze Andreaskapel te Heerlen een kleine, wellicht houten, kerk die stond op de plaats waar nu de Pancratiuskerk staat. Uit het feit dat Andreas in 1065 als patroonheilige wordt genoemd kan worden afgeleid dat het om een oudere stichting gaat omdat St. Andreas tot een oude patroonsfamilie behoort.

## De Sint-Pancratiuskerk
Vermoedelijk is in de 12e eeuw Sint-Pancratius als patroonheilige geïntroduceerd vanuit het Rijnland door de heren van Are-Hochstaden en waren zij ook de bouwers van de huidige Sint-Pancratiuskerk. In dezelfde tijd is rond de kerk een vesting gebouwd. De huidige kerktoren, die eind 14e eeuw is gebouwd, was oorspronkelijk een verdedigingstoren.
De Sint-Pancratiuskerk is intussen niet meer verbonden aan de kerk te Voerendaal. Hoe en wanneer zij zelfstandig is geworden, is niet bekend. Vanaf 1400 wordt melding gemaakt van meerdere altaren, die gewijd waren aan verschillende heiligen. Aan een altaar waren inkomsten verbonden, die de geestelijke bedienaar van zulk een altaar, meestal "rector" genoemd, ten goede kwamen. Een ander geestelijk ambt in die tijd was dat van persona, een pastoorsambt, dat werd bekleed door hooggeplaatste geestelijken zonder residentieplicht, maar waarvan zij wel inkomsten genoten. Met de zielzorg waren de vicarissen belast.Tot 1559 behoorde Heerlen tot het bisdom Luik en het landdekenaat Susteren. Vanaf de nieuwe kerkelijke indeling in de Nederlanden van dat jaar behoorde Heerlen tot het opgerichte bisdom Roermond en vanaf 1569 tot het landdekenaat Valkenburg. De deken bleef wonen in de plaats waar hij bij zijn benoeming pastoor was. Rond 1600 waren kerkmeesters belast met het financieel beheer.
Tussen 1636 en 1638 is de pastoor G. Batson vanwege de Staatse bezetting ondergedoken. Daarna werden de katholieken tot 1649 waarschijnlijk ongemoeid gelaten. In dat jaar vond in de kerk de eerste protestantse eredienst plaats. Van 1649-1661 werd de kerk zowel door de protestanten als door de katholieken gebruikt. Dit door de Staatsen opgelegde gezamenlijk gebruik werd simultaneum genoemd.
Na het Partagetraktaat van 1661, waarbij Heerlen Staats blijft, werd de kerk alleen door de protestanten gebruikt. De pastoor M. Renckens vertrok in 1662 naar Schaesberg, waar hij vlak bij de Heerlense grens een schuurkerkje bouwde. Hierin werden in ieder geval vanaf 1663 missen gelezen, die ook door de katholieken van Heerlen werden bezocht. Op instigatie van de graaf van Schaesberg werd aldaar een nieuwe kerk gebouwd, die in 1699 gereed kwam.
Tijdens de Franse bezetting van 1672-1678 hebben de katholieken het weer alleen voor het zeggen in de kerk. Na het vertrek van de Fransen werd Heerlen weer Staats. Het volledige gebruik van de kerk kregen zij niet meer. Vanaf 1680 nl. werd de kerk weer simultaan door protestanten en katholieken gebruikt. Deze situatie duurde tot 1838.
In deze periode zijn vele kerkelijke voorwerpen verdwenen. De katholieken van Heerlen zijn herhaaldelijk naar naburige dorpen, die Spaans en vanaf 1713 Oostenrijks waren, moeten gaan om van de bisschop het sacrament van het vormsel te kunnen ontvangen. Tijdens de Franse bezettingsjaren 1793-1814 was er geen godsdienstvrijheid. Alle openbare godsdienstoefeningen werden afgelast en drie van de vier klokken werden omgesmolten tot kanonnen.
Vanaf 1801 tot 1853 behoorde de parochie weer tot het bisdom Luik en vanaf 1840 tot 1853 tot het opgerichte apostolisch vicariaat Limburg. De pastoor van Heerlen was vanaf 1801 deken, welke functie tussen 1835 en 1883 met de pastoor van Kerkrade om beurten werd gewisseld. De deken was o.a. belast met het visiteren van de parochies en het innen van gelden, die de parochies aan het bisdom moesten afdragen.
Het gebied van de parochie werd in de 19e eeuw aanzienlijk verkleind. In 1837 werd te Nieuwenhagen de Onze-Lieve-Vrouw Hulp der Christenenparochie opgericht. In 1839 werd te Heerlerheide de Sint-Corneliusparochie opgericht.
Vanaf het herstel van de rooms-katholieke hiërarchie in Nederland in 1853 behoorde de parochie Heerlen weer tot het opnieuw opgerichte bisdom Roermond. Vanaf 1883 is de dekenale functie definitief aan de St. Pancratiusparochie verbonden gebleven. Onder dekenaal toezicht kwamen nu te staan de parochies gelegen binnen de gemeenten Heerlen, Voerendaal, Klimmen, Schaesberg en Nieuwenhagen.
In de 20e eeuw nam het aantal inwoners van Heerlen door de steenkolenexploitatie enorm toe. Het 19e-eeuwse dorp van enkele duizenden inwoners was in het midden van de 20e eeuw gegroeid tot een stad van 65.000 inwoners. De kerk werd vergroot en er ontstonden in het dekenaat Heerlen vele nieuwe parochies en rectoraten, die een eigen kerk hadden maar tot een parochie behoorden. In 1921 werd het Sint-Martinusrectoraat te Welten, dat eeuwenlang tot de Sint-Pancratiusparochie heeft behoord, verheven tot parochie.
Tijdens de Tweede Wereldoorlog werden door de Duitse bezetters alle klokken op een na uit de toren gehaald, werd een zijbeuk ernstig beschadigd door een bom en stierf kapelaan Jan Willem Berix in een concentratiekamp. In de loop van de 20e eeuw zijn een aantal parochies van het dekenaat Heerlen bij andere dekenaten ingedeeld en in 1956 is de H.H. Petrus en Paulusparochie te Schaesberg verheven tot dekenaatszetel. Vanaf dat jaar hoorden bij het dekenaat Heerlen vrijwel alle parochies van de gemeente Heerlen.